# Rambaldi
Milo Giacomo Rambaldi este un personaj fictiv în serialul Alias. Munca lui Rambaldi, de obicei aflată cu secole înaintea timpului său și legată de profeții, joacă un rol central în Alias.
Personajul a fost numit după Carlo Rambaldi, creatorul a multe creaturi speciale pentru filme SF. Rambaldi a câștigat în anul 1983 Premiul Oscar pentru Cele mai Bune Efecte Speciale pentru munca depusă în crearea extraterestului din filmul "E.T.".
Dezvoltările tehonlogice ale lui Rambaldi sunt căutate de numeroase guverne și organizații în serial. Arvin Sloane este obsedat de obținerea muncii lui Rambaldi și descifrării secretelor acesteia. 
Personajul a fost inspirat din figuri istorice din viața reală, cum ar fi Leonardo da Vinci și Nostradamus. Manuscrisele cu o înfățișare artistică ale lu Rambaldi, scrise într-un cod, reprezintă o referință directă către metoda lui Leonardo de a-și consemna munca. În spatele scenelor, scriitorii serialului Alias s-au referit, în glumă, la  Rambaldi cu "Nostravinci".
Se pare că geniul lui Rambaldi nu are vreo limită, el lucrând în toate domeniile posibile, cum ar fi automatism, cartografie, prelungirea vieții, chimie, matematică. Se spune ca Rambaldi a prezis era informațiilor digitale, deoarece a creat un cod mașină format din 1 și 0 și alte algoritme, în timp ce a făcut schițele unui comunicator vocal portabil, în anul 1489.
Intriga referitoare la Rambaldi, care a dominat primele două sezoane ale serialului și care a fost puternic explorată în a doua jumătate a sezonului 3, a fost aproape neexistentă în primele episoade ale sezonului 4. Totuși ea a continuat să apară în spatele serialului, și, precum a promis J.J. Abrams, va reieși la suprafață mai târziu în sezonul 4. Rambaldi și lucrările sale au continuat să apară destul de des către sfârșitul serialului. 

## Biografie
(A se lua în considerare că anumite informații din această secțiune sunt luate din surse care nu apar pe ecran, în timpul difuzării serialului; de aceea, acuratețea unor informații poate provoca neconcordanțe).
Rambaldi (1444-1496), un homo universalis renașcentist, alchimist, artist, inventator, a fost arhitectul șef al Papei Alexandru al VI-lea. 
Potrivit serialului Alias, Rambaldi s-a născut la Parma și a fost crescut de călugării Vespertini și a lucrat ca student al artei până la 12 ani. La 18 ani, în timpul călătoriei la Roma a fost prezentat Cardinalului Rodericus și a fost reținut ca arhitect, consultant și profet, când Rodericus of Borgia (Borja) a devenit Papă în 1492.
Scrierile și planurile sale sunt scrise în mai multe limbi, de la italiană sau demotică, până la simboluri complicate (inscripții pre-masonice incriptate). Rambaldi a inventat de asemenea o cerneală aparte, pe care o folosit-o în toate documentele sale, invizibilă ochiului liber, vizibilă doar atunci când este expusă "luminii negre" (razelor ultraviolete), cunoscută sub numele de ochiul lui Rambaldi. Acest fapt a ajutat la diferențierea lucrărilor sale originale de falsuri. Toată hârtia pe care a folosit-o era făcută manual dintr-o fibră unică de polimer . 
În ciuda bunăvoinței lui Borgia, Rambaldi și munca sa nu a devenit niciodată vestită, datorită arhidiaconului Claudio Vespertini, care se temea de implicațiile revoluționare ale tehnologiei definite în sistemul de credință al lui Rambaldi: Rambaldi credea că știința ne va permite într-o zi să îl cunoaștem pe Dumnezeu. Vespertini a încercat să distrugă tot ce a găsit creat de Rambaldi, cu scopul de a-i șterge numele pentru totdeauna. 
Când Alexandru al VI-lea moare în 1503, Vespertini a ordonat ca numele lui Rambaldi să fie șters din toate inscripțiile dintre anii 1470 și 1496, atelierul său din Roma să fie distrus, iar Rambaldi însuși să fie excomunicat pentru erezie și trimis la moarte pe rug. Rambaldi a murit în iarna anului 1496, ca un bărbat singur, fără a avea un moștenitor cunoscut. 
Nu cu mult după moartea sa, un al doilea atelier a fost descoperit în San Lazzaro, dar și acesta a fost distrus din ordinele Vaticanului. Planuri și schițe ale sale au fost vândute și comercializate, ca și cum nu ar fi avut nicio valoare, în timpul unei licitații private. Aceste planuri au fost găsite, începând cu secolul al XV-lea, și până acum câțiva ani, în Italia, Franța, Europa de Est, precum și în fosta Uniune Sovietică. Alte planuri au fost, de asemenea, descoperite în colecții private sau în depozitele muzeelor. În timpul celui de-al Treilea Reich, precum și după aceea, documentele lui Rambaldi au devenit foarte căutate. În acea perioadă a început să răsară, printre cercurile de licitație, numele de Nostravinci. Până în ziua de azi, nu s-a descoperit cu certitudine creatorul multor desene, fapt care a inspirat apariția a numeroase falsuri, chiar și prime exemple de piratări digitale. Totuși, ochiul lui Rambaldi s-a dovedit a fi singurul test care le poate dovedi acuratețea. 
Până în prezent s-au păstrat 22 de documente, în timp ce numărul falsurilor consemnate este de 102. Lucrările originale nu sunt publicate în mod oficial, datorită unei interdicții internaționale referitoare la numele său și la moștenirea fascistă.

## <0>
Acest simbol, referindu-se în general la "ochiul lui Rambaldi", este simbolul Ordinului Magnific al lui Rambaldi. În episodul "Time will tell", un descendent direct al lui Giovanni Donato (care pare a fi Donato însuși) descrie  Ordinul ca fiind format din  cei mai de încredere urmași ai lui Rambaldi, însărcinați cu păzirea creațiilor sale. Din nefericire, criminalii folosesc acum acest semn pentru a se infiltra în Ordin. Câțiva urmași ai lui Rambaldi au acest semn tatuat pe maini.
Irina Derevko explică faptul că acest simbol reprezintă lupta dintre "Aleasă" și "Pasager", pe care Irina le consideră a fi cele două fiice ale sale, Sydney Bristow și Nadia Santos. Cercul din centru este considerat a fi obiectul în jurul căruia cele două se vor lupta. 
Ochiul lui Rambaldi (<o>) apare în sezonurile 1-3 în secvența titlului din cadrul genericului, în dreptul numelui lui Victor Garber în sezonul 1 și 3 și în dreptul numelui Lenei Olin. În genericul sezonului 4 nu apare semnul lui Rambaldi, dar acesta reapare în sezonul 5 când este arătat Balthazar Getty.

## Profețiile lui Rambaldi
Una din profețiile lui Rambaldi reprezintă centrul serialului Alias. Scrisă pe Pagina 47 a unuia dintre manuscriptele sale, prezice venirea unei femei care va distruge lumea. Identitatea acestei femei era speculată a fi Sydney Bristow, mama ei Irina Derevko, sau rivala lui Sydney, Anna Espinosa (care a trecut prin procesul de a deveni identică fizic cu Sydney), as included with the prophecy is a drawing of Sydney's likeness, which also resembles her mother. În profeție este evidențiată asemănările lui Sydney cu mama ei.  
Sydney a încercat să dezaprobe faptul că profeția se referea la ea,  urcând Muntele Subasio, totuși, acest lucru ar putea fi doar o interpretare greșită a înțelesului profeției. 
O altă profeție spune că "Aleasa", femeia la care se referă Pagina 47, și "Pasagerul", sora vitregă a lui Sydney, Nadia Santos, se vor lupta până când una dintre ele va muri. Irina Derevko recită această profeție la finalul sezonului 4: "Când cai însângerați vor rătăci pe străzi și când îngerii vor cădea din cer, Aleasa și Pasagerul se vor lupta...și numai una va supraviețui."
Irina și Jack Bristow au văzut un cal, care, sub lumina emisă de Dispozitivul Mueller, apărea roșu, însângerat (fapt ce a determinat-o pe Irina să recite profeția); Nadia, chiar înainte de a fi capturată, a trecut pe lângă statuia unui înger care căzuse de pe o clădire.

## Obiecte cunoscute ale lui Rambaldi
- Dispozitivul Mueller - schițat de către Rambaldi, construit de Oskar Mueller. Efectele cunoscute includ creșterea agresivității unor albine, iar emiterea de frecvențe sub-sonice, combinate cu anumite substanțe chimice, provoacă creșterea agresivității la oameni. Sunt cunoscute cinci dispozitive Mueller construite. Unul, de dimensiuni mici, a fost furat de Sydney și dat lui Sloane și probabil luat de CIA la căderea SD-6. Unul, de dimensiuni mari, a fost distrus de Sydney în Taipei. "Arvin Clona" a construit unul de mici dimensiuni -despre care nu se știe ce s-a întâmplat cu el- și unul de dimensiuni mari, construit în ascunzătoarea lui din Santiago, care a fost luat și/sau distrus de APO. Elena Derevko a construit un dispozitiv Mueller enorm în Sovogda, Rusia, care a fost distrus de Sydney.
- Caietul de notițe al lui Rambaldi - recuperat din [San Lazzaro]. Nu a fost văzut pe ecran; un raport de la SD-6 menționa că acesta conținea schițe rudimentare pentru un telefon mobil.
- Schițele lui Rambaldi - două schițe, fiecare dintre ele conține jumătăți de coduri binare. A doua schiță a fost distrusă de un acid în Berlin. Când codurile au fost combinate, ele au dezvăluit locația lui Sol D'Oro.
- Sol D'Oro (Soarele de Aur) - un disc galben, aparent sticlă colorată, dar, de fapt, un polimer sintetic.
- Ceas - schițat de Rambaldi, construit de Giovanni Donato (singurul om cu care Rambaldi a colaborat vreodată). Când a fost combinat cu Soarele de Aur, ceasul a dezvăluit locația jurnalului lui Rambaldi.
- Jurnalul lui Rambaldi (inclusiv Pagina 47) - conține profeția care o identifică pe Sydney drept "Aleasa". Are, de asemenea instrucțiuni referitoarea la modalitatea de potrivire a tuturor obiectelor lui Rambaldi; posibil pentru Il Dire. Pagina 94, găsită mai târziu, conținea o listă cu date în care s-au petrecut evenimente "apocaliptice".
- Fiolă - umplută cu un lichid folosit pentru a face textul de pe Pagina 47 și Circumferința vizibile.
- Codul lui Rambaldi - inscripționat pe rama unui portret al Papei Alexandru al VI-lea, pictat de Rambaldi, ținut în Vatican.
- Circumferința - o pagină cu text descriind modalitatea de construire și de folosire a dispozitivului Mueller. La fel ca și Pagina 47, a fost scrisă cu cerneală invizibilă. A fost obținută de la CIA pentru Irina Derevko în schimbul lui Will Tippin. Este văzută mai târziu în posesia lui "Arvin Clona".
- Cutia muzicală - cânta o secvență, care, atunci când fiecare notă era tradusă în frecvența ei corespunzătoare, a dezvăluit o ecuație pentru energia de punct-zero. A fost distrusă de Sydney după ce a înregistrat ecuația, pentru a preveni ca ea să ajungă în mâinele SD-6.
- Floarea - găsită într-un vas în formă de ou, era veche de 400-600 ani, dovada lui Rambaldi pentru viața eternă.
- Bomba de foc - o bombă cu neutron creată de Rambaldi, cauza micropulsuri care dezintegra materia organică, dar o lăsa pe cea anorganică intactă.
- Pagină de manuscris - avea o secțiune tăiată în centrul ei. Piesa lipsă a fost recuperată de Sloane dintr-o statuie a unui arhat, care data din secolul al XV-lea.
- Studiul lui Rambaldi despre inima umană - recuperat de Jack și Irina. CIA-ul a intenținat să îl folosească împreună cu Irina pentru a-l scoate pe Sloane din ascunzătoare, dar Irina l-a trădat pe Jack, a furat manuscrisul și i l-a dat lui Sloane în schimbul eliberării ei de sub arestul CIA-ului. Includea o "amprentă" de ADN a lui Proteo di Regno, care a servit drept cheie pentru Pagina 94 a jurnaluli lui Rambaldi.
- Inima Di Regno - găsită în corpul lui Proteo di Regno, era obiectul care îl ținea pe acesta în viață. A fost folosită pentru a genera puterea necesară pentru Il Dire.
- Restaurarea - un al doilea manuscris al lui Rambaldi, care făcea referire la  "Pasager". Conținea formula pentru lichidul lui Rambaldi.
- Il Dire (Zicerea) - o mașină alcătuită din 47 de obiecte ale lui Rambaldi. A scris cuvânt "eirene" ("pace" în greacă), împreună cu o secvență de ADN a "Pasagerului".
- Medicament - derivat dintr-o formulă găsită în jurnalul lui Rambaldi și folosită pe Allison Doren. A ajutat la vindecarea rănilor ei, cauzate de Sydney. Nu a fost văzut pe ecran.
- Chei - o duzină de chei colecționate de Andrian Lazarey. Au fost folosite pentru a deschide un seif care conținea cubul în care se afla ADN-ul lui Rambaldi.
- Țesutul lui Rambaldi - o mostră vie de ADN. Legământul și Elena Derevko au plănuit împreunarea ADN-ului cu ovarele lui Sydney pentru a realiza a doua venire a lui Rambaldi. A fost distrus de Sydney.
- Cutia "Irina" - o cutie cu numele Irinei scris pe ea; avea nevoie de patru chei pentru a putea fi deschisă. Se zvonea că conține "Pasagerul", despre care CIA-ul credea că este o armă biologică. Se presupune că nu a fost deschisă de pe vremea lui Rambaldi, dar se pare că Sloane a găsit-o deschisă, pentru că a ascuns inima di Regno în interiorul ei.
- Caleidoscop - acest obiect avea nevoie de trei discuri. De îndată ce discurile erau introduse în caleidoscop, ele formau o hartă a unei formațiuni submarine din Marea Japoniei, unde au fost găsite cheile pentru cutia "Irina".
- Cod - folosit la decodarea Restaurației. Nu a fost văzut pe ecran. Lauren Reed a furat un cod fals creat de CIA.
- Clepsidra - conținea un lichid care constituia o baterie pentru o mașină pentru EEG (Electroencofalogramă).
- Mașina pentru EEG - a schițat creierul "Pasagerului".
- Lichidul lui Rambaldi - o substanță chimică care conținea un fel de proteine, care, când au fost introduse în corpul Nadiei Santos (Pasagerul), a făcut-o să fie o "legătură directă cu Rambaldi". Acest lichid i-a permis Nadiei să aibă niște viziuni, în urma cărora a transcris o ecuatie complexă pentru latitudine și longitudine, locația Sferei Vieții.
- Orhideea lui Rambaldi - Paphiopedilum khan, un tip foarte rar de orhidee, a fost adus în Italia din Chinaîn 1269. Recuperată de "Arvin Clona" de la Mănăstirea Monte Inferno, orhideea este sursa unei substanțe chimice care (când combinată cu alte substanțe introduse în diferite surse de apă de către Sloane) încuraja calități umane, cum ar fi empatie sau coexistența armonioasă. În relație cu dispozitivul Mueller, a cauzat sporirea agresivității la oameni.
- Hârtiile Vespertine - texte, despre care se credea că ar fi fost distruse în timpul celui de al-Doilea Război mondial; se refereau la proprietățile orhideei lui Rambaldi. Nu au fost văzute pe ecran. Paginile, obținute de la DCS, au fost scoase la licitație pentru a-l scoate pe "Arvin Clona" din ascunzătoarea sa.
- Vade Mecum - manuscrisul lui Rambaldi, tradus de Lazlo Drake. Descris de Sloane ca fiind un set de instrucțiuni pentru asamblarea corectă a creațiilor lui Rambaldi, în vederea împlinirii profeției sale finale. Nu este arătat pe ecran.
- Sfera Vieții - un vas despre care se spunea că adăpostea conștiința lui Rambaldi. "Când Pasagerul" (Nadia Santos) a intrat în contact cu ei, ea a văzut lucruri îngrozitoare care se vor petrece în viitor.
- Il Diluvio (Inundația) - un manuscris care descria viziunea lui Rambaldi despre un moment când lumea va fi purificată și când totul va se va regenera. Nu a fost văzut pe ecran. Irina afirmă că ea l-a distrus.
- The Profeta Cinque (Al Cincilea Profet) - un manuscris scris într-un cod aparent indescifrabil, care conținea informații despre genetică avansată.
- The Horizon - când a fost plasat pe un altar de piatră în mormântul lui Rambaldi, a format o sferă plutitoare care a generat un lichid roșiatic, care avea puterea de a oferi nemurirea.  *Amuleta - recuperată de la "The Rose" ("Trandafirul), părea să conțină o hartă a mormântului lui Rambaldi, care a fost dezvăluită de razele soarelui care străluceau prin ea, într-o cavernă din Muntele Subasio.
- Mormântului lui Rambaldi - conține ceea ce părea să fie sicriul lui Rambaldi și un altar de piatră.